# Księga ubogich
Księga ubogich – tomik wierszy Jana Kasprowicza, opublikowany w 1916. Zawiera czterdzieści trzy liryki. Utwory składające się na tomik zostały napisane wierszem tonicznym trójakcentowym, ułożonym w strofy o rymowaniu niezupełnym xaxa. Księga ubogich bywa nazywana manifestem polskiego tonizmu. Poeta w komentarzu do swojego dzieła zaznaczył, że wszystkie utwory powstały w plenerze, podczas wędrówek po Tatrach. W niektórych opracowaniach Księgę ubogich traktuje się jako przejaw franciszkanizmu.
Rzadko na moich wargach —

Niech dziś to warga ma wyzna —

Jawi się krwią przepojony,

Najdroższy wyraz: Ojczyzna.